# 布萊德·考克斯
布萊德·考克斯（英語：Brad Cox，1944年5月2日—2021年1月2日），美國計算機科學家，知名於他在以下领域的工作：
- 軟體工程，特別是代码复用
- 軟體構成
- Objective-C

## 生平
於傅爾曼大學主修化學與數學，於芝加哥大學取得數學生物學博士學位。

## 著作
- . Addison Wesley. 1991. ISBN 0-201-54834-8.
- . Addison Wesley. 1996. ISBN 0-201-50208-9.

## 外部連結
- 確斯在Virtual School的主頁